# To be, or not to be
Pour les articles homonymes, voir Être ou ne pas être.
To be, or not to be (traduit en français par : « Être ou ne pas être » ou parfois « Être ou n'être pas ») est la première phrase du monologue du prince Hamlet dans l'acte 3, scène 1 de la pièce qui porte son nom écrite par William Shakespeare.

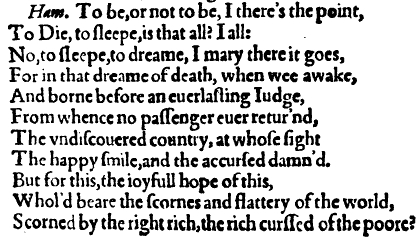
Extrait du monologue.

Le monologue d'Hamlet est peut-être le passage le plus célèbre de toute la littérature anglaise.
Dans le monologue, Hamlet envisage son propre suicide, tente de peser le pour et le contre entre l'injustice et la douleur de la vie, et le fait de se suicider et de renoncer à ses responsabilités quant à la vengeance de son père.

## Texte
| Anglais | Français |
| --- | --- |
| To be, or not to be, that is the question: Whether 'tis nobler in the mind to suffer The slings and arrows of outrageous fortune, Or to take arms against a sea of troubles, And, by opposing, end them. To die, to sleep, No more, and by a sleep to say we end The heartache, and the thousand natural shocks That flesh is heir to; 'tis a consummation Devoutly to be wish'd. To die, to sleep, To sleep, perchance to dream, ay, there's the rub; For in that sleep of death what dreams may come When we have shuffled off this mortal coil, Must give us pause. There's the respect That makes calamity of so long life, For who would bear the whips and scorns of time, The oppressor's wrong, the proud man's contumely, The pangs of despis'd love, the law's delay, The insolence of office and the spurns That patient merit of th'unworthy takes, When he himself might his quietus make With a bare bodkin? Who would fardels bear, To grunt and sweat under a weary life, But that the dread of something after death, The undiscover'd country from whose bourn No traveller returns, puzzles the will, And makes us rather bear those ills we have Than fly to others that we know not of? Thus conscience does make cowards of us all, And thus the native hue of resolution Is sicklied o'er with the pale cast of thought, And enterprises of great pitch and moment With this regard their currents turn awry, And lose the name of action. - Soft you, now! The fair Ophelia! Nymph, in thy orisons Be all my sins remember'd. | Être ou ne pas être, la question est là : L'esprit est-il plus noble quand il souffre Le fouet d'une fortune avilissante Ou quand il s'arme contre un flot de troubles, Se dresse et leur met fin ? Mourir, dormir ; Pas plus ; et dire que par ce sommeil Nous mettons fin aux mille crève-cœurs, À tous ces chocs qui sont à notre chair Un héritage de nature. Certes, Cela serait se fondre en un néant Pieusement voulu. Mourir, dormir, Dormir ; rêver peut-être - eh, c'est l'écueil ! Car ce sommeil de mort peut apporter Des rêves dont, lorsque nous rejetons Notre chaos charnel, la perspective Nous retient en suspens. C'est cette idée Qui donne longue vie à nos détresses. Car qui supporterait l'affront du temps, Ses gifles, les tyrans toujours vainqueurs, L'orgueil qui nous méprise, les souffrances D'un amour dédaigné, la loi trop lente, L'insolence des clercs, les rebuffades Qu'un homme indigne inflige au méritant Si celui-ci pouvait gagner sa paix D'un simple coup de lame ? Qui voudra Supporter ces fardeaux, geindre et suer Sous une vie de peine sans la crainte Qu'il y ait quelque chose après la mort, Cette terre inconnue dont les frontières Se referment sur tous les voyageurs, Qui paralyse notre volonté Et nous fait préférer nos maux présents À d'autres qui nous sont inconnaissables ? Ainsi notre conscience nous rend lâches ; Le feu natif de la résolution Blêmit ainsi devant cette ombre pâle Qu'est la pensée, et nos projets sublimes, Nos élans de haut vol, devant cette ombre, Inversent leur courant et perdent même Le nom d'action... Mais voilà Ophélie... Tout doux... N'oublie aucun de mes péchés, Nymphe, dans tes prières... |